# Reliefmalerei
Die Reliefmalerei ist eine Technik in der Glasmalerei.
Das Relief wird durch eine speziell zusammengesetzte Glasmalerschmelzfarbe hergestellt. Bei der Relieftechnik ist eine richtige Farbzubereitung und ein geeignetes Pinselmaterial wichtig. Wie die meisten Glasmalerschmelzfarben, wird auch die Relieffarbe mit Wasser und Malöl aufbereitet, wobei der Malölanteil höher sein sollte, damit sich die Farbe gut auf dem Glas „ziehen“ lässt. Die Aufbereitung erreicht man auch mit Balsamterpentinöl in Verbindung von Dicköl aber auch von Dammarlack. Dann haucht man mehrmals auf die angemischte Farbe und mischt den entstandenen Feuchtigkeitsfilm sofort mit unter die Farbmasse. Aufgetragen wird die Relieffarbe mit langen, dünnen Haarpinseln (Reliefpinsel).
Für einfache Reliefarbeiten verwendet man in der Regel gewöhnliches Weißemail. Für Arbeiten, die allerdings nach dem Einbrennen vergoldet werden, verwendet man ein goldocker gefärbtes Deckemail. Vergoldet wird in der Regel mit einem Glanzgoldpräparat.
Hochwertige Reliefarbeiten werden in zwei Arbeitsgängen hergestellt: Bei figürlichen und pflanzlichen Motiven wird zuerst eine flächige „Reliefunterlage“ aufgetragen. Danach wird diese Unterlage eingebrannt. Nun wird auf die eingebrannte Unterlage die Relieffarbe aufgetragen und nach und nach „aufgesetzt“. Bei jedem Aufsetzen der Farbe sollte die vorige Schicht jedoch noch nicht angetrocknet sein. Es folgen keine Zwischenbrände.
Ihre große Wirkung erreichen Reliefarbeiten am ehesten, sowohl in der weißen, wie auch in der vergoldeten oder auch platinierten Überarbeitung, auf dunkelfarbigen Glasgegenständen.